# موراي لويس
موراي لويس (بالإنجليزية: Murray Louis)‏ هو مصمم رقص أمريكي، ولد في 4 نوفمبر 1926 في بروكلين في الولايات المتحدة، وتوفي في 1 فبراير 2016 في نيويورك في الولايات المتحدة.

## وصلات خارجية
- موراي لويس على موقع ميوزك برينز (الإنجليزية)
- موراي لويس على موقع قاعدة بيانات برودواي على الإنترنت (الإنجليزية)